# Revtraviricetes
 (Octobre 2021).
Les Revtraviricetes sont une classe de virus contenant tous les virus codant une transcriptase inverse, donc elle comprend tous les virus ssRNA-RT (y compris les rétrovirus) et les virus dsDNA-RT. C'est la seule classe de l'embranchement Artverviricota, qui est le seul embranchement du royaume des Pararnavirae. Le nom de cette classe est un portemanteau de « reverse transcriptase » et - viricetes qui est le suffixe pour une classe de virus.

## Familles
Les familles suivantes font partie de cette classe de virus :
- Blubervirales (par exemple le virus de l'hépatite B )
- Ortervirales (par exemple le VIH)